# Adenocarcinoma
L'adenocarcinoma (ADC) és un carcinoma que té el seu origen en cèl·lules que constitueixen el revestiment intern de les glàndules de secreció externa. Aquestes cèl·lules són les encarregades de sintetitzar i d'abocar els productes que generen a la llum glandular.
Els adenocarcinomes són un conjunt de càncers molt freqüents, ja que s'originen en un tipus de cèl·lules que es troben en continua divisió cel·lular i presenten un major risc de mutació. Poden presentar-se inicialment en forma d'adenoma (un tumor glandular que és benigne).

## Topografia
Entre els adenocarcinomes més freqüents s'hi troben:
- Adenocarcinoma de pulmó.
- Adenocarcinoma de pròstata, suposa més del 95% dels càncers de pròstata.
- Adenocarcinoma de còlon, quasi tots els càncers de còlon.
- Adenocarcinoma de mama, existeixen molts subtipus de carcinomes de mama, essent el carcinoma ductal infiltrant el més freqüent.
- Malaltia de Paget extramamària, adenocarcinoma de pell extramamari.
- Adenocarcinoma d'estómac.
- Adenocarcinoma renal.
- Adenocarcinoma d'endometri.